# Speocyclops cerberus
Speocyclops cerberus – gatunek widłonoga z rodziny Cyclopidae. Opisał go w 1934 roku szwajcarski zoolog Pierre-Alfred Chappuis, nadając mu nazwę Cyclops cerberus.